# 海口号导弹驱逐舰
“海口”号导弹驱逐舰（舷号171）简称“海口”舰，是中国人民解放军海军第二艘052C型导弹驱逐舰，装备有源相控阵雷达及垂直发射系统，可单独或协同海军其他兵力攻击水面舰艇、潜艇，具有较强的远程警戒探测和区域防空作战能力。海口舰于2001年6月30日由江南造船厂开工建造，2003年10月30日下水，2005年12月26日入列，现服役于南海舰队驱逐舰第九支队。海口舰舰名取自海南省省会海口市，其入列命名授旗仪式于2006年2月25日在海南省三亚市举行。052C型驱逐舰是中国第一型具有自主知识产权的海军装备——海口舰入列后舰上唯一进口的燃气轮机也被中国国产装备所替换。

## 历史
2007年初，“海口”号导弹驱逐舰和“兰州”号导弹驱逐舰两艘第一批次052C型驱逐舰在南海开展了实战对抗演练。
2008年12月26日，按联合国安全理事会有关决议，经中国国务院和中央军委批准，“海口”号导弹驱逐舰与“武汉”号导弹驱逐舰及“微山湖”号综合补给舰组成海军第一批护航编队，从海南省三亚启航赴亚丁湾、索马里海域执行护航任务。海军第一批护航编队为41批166艘船舶实施了伴随护航，为46艘船舶提供了区域护航，成功救援3艘遇袭外国船只，创造了数项解放军海军记录；海口舰还创下了连续航行124天不停留、不靠港的世界海军纪录。“海口”号导弹驱逐舰等经过124个日夜、逾33000海里连续航行后，于2009年4月28日返回海南三亚。
2009年11月23日，国际海事组织第26届大会上，为表彰“在索马里和亚丁湾附近海域参与打击海盗军事行动的各国军舰为保护国际航运和人道主义物资运输所做出的积极贡献”，“海口”号导弹驱逐舰等获得“航运和人类特别服务奖”。
2011年11月2日，“海口”号导弹驱逐舰和“运城”号导弹护卫舰等组成海军第十批护航编队从广东省湛江市起航。该次护航历时186天，总航程98180海里，共完成40批240艘中外船舶护航任务。2012年6月7日，“海口”号导弹驱逐舰等返回湛江军港。
2012年10月22日，“海口”号导弹驱逐舰、“广州”号导弹驱逐舰及“运城”号导弹护卫舰穿越冲绳南面海域，赴西太平洋海域进行例行训练。
2012年12月8日，中共中央军委主席习近平抵达深圳市蛇口港码头登上海口舰进行视察。
2012年“海口”号导弹驱逐舰在海上执行任务时间长达200余天。2013年初，海口舰进厂修理并进行现代化改造。2013年11月20日，海口舰结束十个月的厂修后，经过试航，驶抵湛江某军港。
2014年1月20日，“海口”号导弹驱逐舰、“武汉”号导弹驱逐舰及“长白山”号综合登陆舰组成战备巡逻远海训练编队起航，先后对西沙、南沙及其附近海域进行了巡航，组织了潜艇突破封锁区、陆战队抢滩登陆等科目训练，并带动航空兵、潜艇及西、南沙守备部队开展了一系列实战化演练。1月27日，编队穿过赤道进入南半球。编队先后穿过巽他海峡、龙目海峡和望加锡海峡等海峡水道，完成历时23天、航行近8000海里的辖区防卫作战和潜舰对抗演练后，靠泊湛江某军港。
2014年3月8日，马来西亚航空370号班机空难发生。次日，由“海口”号导弹驱逐舰与“昆仑山”号综合登陆舰等组成的第二批增援搜救编队，从三亚、湛江两地启航向搜救海域方向机动。“海口”号导弹驱逐舰于3月11日首先抵达任务海区，与正在该海域执行搜救任务的“绵阳”号导弹护卫舰、“井冈山”号综合登陆舰会合并展开搜救。
2014年6月9日，“海口”号导弹驱逐舰、“岳阳”号导弹护卫舰、“千岛湖”号综合补给舰等组成的参加“环太平洋-2014”演习中方参演舰艇编队从三亚市军港起航，先后穿越南海、巴士海峡，航行2100余海里，于6月14日抵达关岛以北海域，与从舟山市起航，经宫古海峡先行抵达的和“和平方舟”号医院船会合，再同美国、新加坡、文莱舰艇会合组成多国特混编队向夏威夷航渡。6月24日，多国特混编队抵达美国夏威夷珍珠港基地。期间，海口舰等参加了共22国海军参与、为期38天的联合军演并访问了美国本土。9月3日，历经87个日夜、航行19271海里，参加“环太平洋-2014”演习并执行访问任务的中国海军舰艇编队返回三亚市某军港。
2015年9月18日，海口舰被授予“护航先锋舰”荣誉称号。
2025年1月初，解放军海军9舰编队开赴南海海域进行演练，编队包括2艘055型106号“延安”舰、107号“遵义”舰，2艘052D型173号“长沙”舰、175号“银川”舰，2艘052C型170号“兰州”舰、171号“海口”舰及至少3艘054A型573号“柳州”舰、574号“三亚”舰、575号“岳阳”舰。

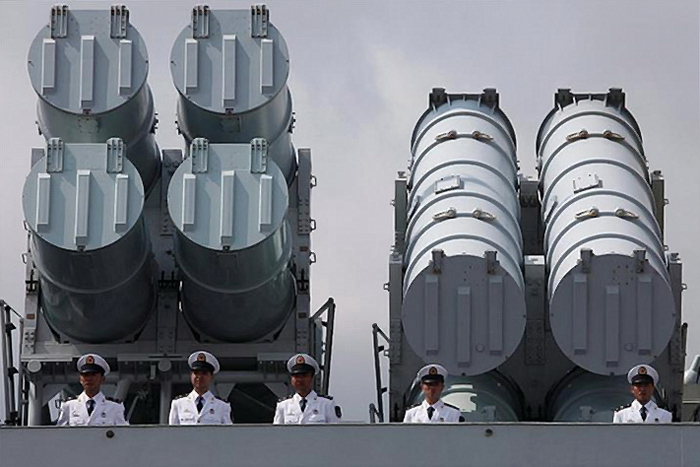
“海口”号导弹驱逐舰上的反舰导弹发射架。

## 人员编制

### 历任领导
| 舰长 - 樊继功 海军上校 （2015年-？） | 政治委员 - 邹琰 - 张浩 海军上校 |